# Rebutia flavistyla
Rebutia flavistyla ist eine Pflanzenart in der Gattung Rebutia aus der Familie der Kakteengewächse (Cactaceae). Das Artepitheton flavistyla leitet sich von den lateinischen Worten flavus für ‚gelb‘ sowie stylus für ‚Griffel‘ ab.

## Beschreibung
Rebutia flavistyla wächst meist einzeln mit kugelförmigen, grünen Körpern. Die Körper erreichen Durchmesser von 4 bis 6 Zentimetern und haben kurze Rübenwurzeln. Die 15 bis  27 Rippen sind deutlich in Höcker gegliedert. Die darauf befindlichen verlängerten Areolen sind zunächst gelb und werden später weiß. Es ist meist ein abstehender Mitteldorn vorhanden. Die 15 bis 22 Randdornen sind gelb und werden später weiß. Sie sind zart, mehrheitlich gerade und 5 bis 10 Millimeter lang.
Die orangeroten Blüten werden bis 3 Zentimeter lang. Die leuchtend grünen Früchte weisen Durchmesser von 5 bis 7 Millimeter auf.

## Verbreitung und Systematik
Rebutia flavistyla ist in Bolivien im Departamento Tarija in der Provinz Eustaquio Méndez in Höhenlagen um 2000 Metern verbreitet.
Die Erstbeschreibung wurde 1978 von Friedrich Ritter veröffentlicht.

## Nachweise